# الدوري القبرصي لكرة السلة للسيدات
الدوري القبرصي لكرة السلة للسيدات هو دوري كرة سلة للسيدات في قبرص تأسس في سنة 1987 تلعب فيه 7 فرق. يعتبر أيل ليماسول هو الأكثر فوزا به وذلك برصيد 15 بطولة.

## وصلات خارجية
- الموقع الرسمي